# Gołąb kanaryjski
Gołąb kanaryjski (Columba bollii) – endemiczny gatunek osiadłego ptaka z rodziny gołębiowatych (Columbidae) występujący na Wyspach Kanaryjskich. Nie wyróżnia się podgatunków.

## Charakterystyka

### Morfologia
Ptak nieco większy od zwykłego gołębia miejskiego. Wyglądem przypomina trochę siniaka. Głowa jest szaroniebieska, a na szyi znajduje się lśniący fioletowo-zielony kołnierzyk. Oczy ma żółte, a dziób czerwony. Pierś jest koloru purpurowego. Z kolei brzuch, grzbiet i skrzydła są szaroniebieskie jak głowa. Na lotkach widnieje kolor czarny. Ogon, który również jest czarny, przecina na pół poziomy szary pas.

### Wymiary średnie
- Długość ciała 35–38 cm
- Rozpiętość skrzydeł 60–65 cm

## Występowanie
Gołąb kanaryjski jest endemitem i występuje tylko na czterech wyspach archipelagu Wysp Kanaryjskich; La Palma, La Gomera, Teneryfa, El Hierro. Dawniej występował także na Gran Canarii, lecz wymarł.
Zamieszkuje tereny poniżej lub w strefie lasów laurowych rosnących na skalistych zboczach gór.

## Rozród
Okres między październikiem a lipcem to sezon lęgowy. Samica składa jedno jajo w gnieździe zbudowanym w gęstej koronie drzewa.

## Status
Międzynarodowa Unia Ochrony Przyrody (IUCN) od 2011 uznaje gołębia kanaryjskiego za gatunek najmniejszej troski (LC – Least Concern); wcześniej – od 2004 był klasyfikowany jako gatunek bliski zagrożenia (NT – Near Threatened), a w 1994 i 1996 otrzymał status gatunku narażonego (VU – Vulnerable). W 2007 liczebność populacji szacowano na 5–20 tysięcy osobników. Trend liczebności populacji uznaje się za wzrostowy.